# حزین لاهیجی
محمدعلی بن ابوطالب متخلص به حَزین و معروف به شیخ علی حزین (زاده۱۱۰۳ قمری_ درگذشته  ۱۱۸۱ ق) شاعر، عارف و دانشمند ایرانی بود که در اصفهان زاده شد. او از تبار زاهدی‌ها و نوادگان شیخ زاهد گیلانی است. از استادان حزین می‌توان به امیر سید حسین طالقانی اشاره کرد.
او جهانگرد و همچنین دانشمندی جانورشناس بود. وی همچنین از آخرین شاعران بزرگ سبک هندی بود.
از آثار او می‌توان به تذکره شعرا، دیوان اشعار، صفیر دل و حدیقه ثانی در برابر حدیقه سنایی و تذکارات العاشقین در برابر لیلی و مجنون اشاره کرد. تذکره حزین لاهیجی با سبکی ساده و پخته به نگارش درآمده‌است.
حزین در کتاب تاریخ خود به نام «زندگی شیخ حزین به قلم خود او» وضعیت اصفهان در زمان حمله افغانان و نیز اشغال ایران به وسیلهٔ ترکان عثمانی را شرح می‌دهد.

## زندگی

یادبود کنگره بزرگداشت حزین لآه‍یجی در کنار استخر شهر لاهیجان

حزین از خانواده‌ای از علما و زمینداران در گیلان برخاسته بود و تبار او به شیخ زاهد گیلانی می‌رسید. پدرش در دورهٔ شاه سلیمان اول صفوی برای تحصیل به اصفهان رفت و محمد با سن کم به عنوان بحر العلوم و شاعر در دربار صفوی پرورش یافت. او علاوه بر ولایات ایران، به هند و عربستان سفرهای متعدد کرد.
حزین لاهیجی در سال ۱۱۴۶ق گویا از ترس نادرشاه افشار به هندوستان رفت و تا پایان در هند زندگی کرد. وی در سال ۱۱۸۱ ق در حدود ۷۸ سالگی در بنارس درگذشت و پیکرش در همان شهر دفن شد.
سکونت محمدعلی حزین لاهیجی در ۱۹ سال آخر زندگی خود در بنارس که تحت حکومت نواب‌های شیعه بود، از رویدادهای مهم در حیات فرهنگی، مذهبی و ادبی این شهر است. آرامگاه او - که مدفن خلیل علی ابراهیم خان نیز در جوار آن است - در بنارس و در محله فاطمان  زیارتگاه مهمی است که زوار آن، علاوه بر شیعیان، سایر مسلمانان نیز هستند. حضور حزین و درسهای او در ترویج و اشاعه تشیع در آن سامان نقش بسیار مهمی داشت.
بخشی از سروده‌های او به زبان فرانسه نیز ترجمه شده‌است.

## نمونه اشعار
| ای وای بر اسیری کز یاد رفته باشد     |  | در دام مانده باشد صیاد رفته باشد    |
| آه از دمی که تنها، با داغ او چو لاله |  | در خون نشسته باشم چون باد رفته باشد |
| امشب صدای تیشه از بیستون نیامد       |  | شاید به خواب شیرین، فرهاد رفته باشد |
| خونش به تیغ حسرت یا رب حلال بادا     |  | صیدی که از کمندت آزاد رفته باشد     |
| از آه دردناکی سازم خبر دلت را        |  | وقتی که کوه صبرم بر باد رفته باشد   |
| رحم است بر اسیری کز گرد دام زلفت؟    |  | با صد امیدواری ناشاد رفته باشد      |
| شادم که از رقیبان دامن کشان گذشتی    |  | گو مشت خاک ما هم، بر باد رفته باشد  |
| پرشور از «حزین» است امروز کوه و صحرا |  | مجنون گذشته باشد فرهاد رفته باشد    |

‌